# Birmingham Small Arms Company
|  | «BSA» redirigeix aquí. Vegeu-ne altres significats a «BSA (desambiguació)». |

La Birmingham Small Arms Company (oficialment, The Birmingham Small Arms Company Limited, "Companyia d'armes lleugeres de Birmingham"), abreujat BSA, fou una empresa anglesa fabricant d'armes de foc que va esdevenir un important conglomerat industrial. Sota el nom de BSA, l'empresa produí motocicletes, autocicles, automòbils i bicicletes. A banda, estigué present en molts altres sectors d'activitat industrial, com ara l'aviació, el cromatge, les eines i màquines eina i, des de la seva filial Carbodies, les carrosseries d'autobusos i automòbils.
Al llarg dels seus més de cent anys d'història, BSA va absorbir diverses empreses britàniques, entre elles les fabricants d'automòbils Daimler i Lanchester, la de motocicletes Triumph o la de bicicletes Sunbeam. Després de la Segona Guerra Mundial, BSA va arribar a ser el principal fabricant de motocicletes del món, però una gestió inadequada del negoci la va abocar a la fallida el 1973.

## Història

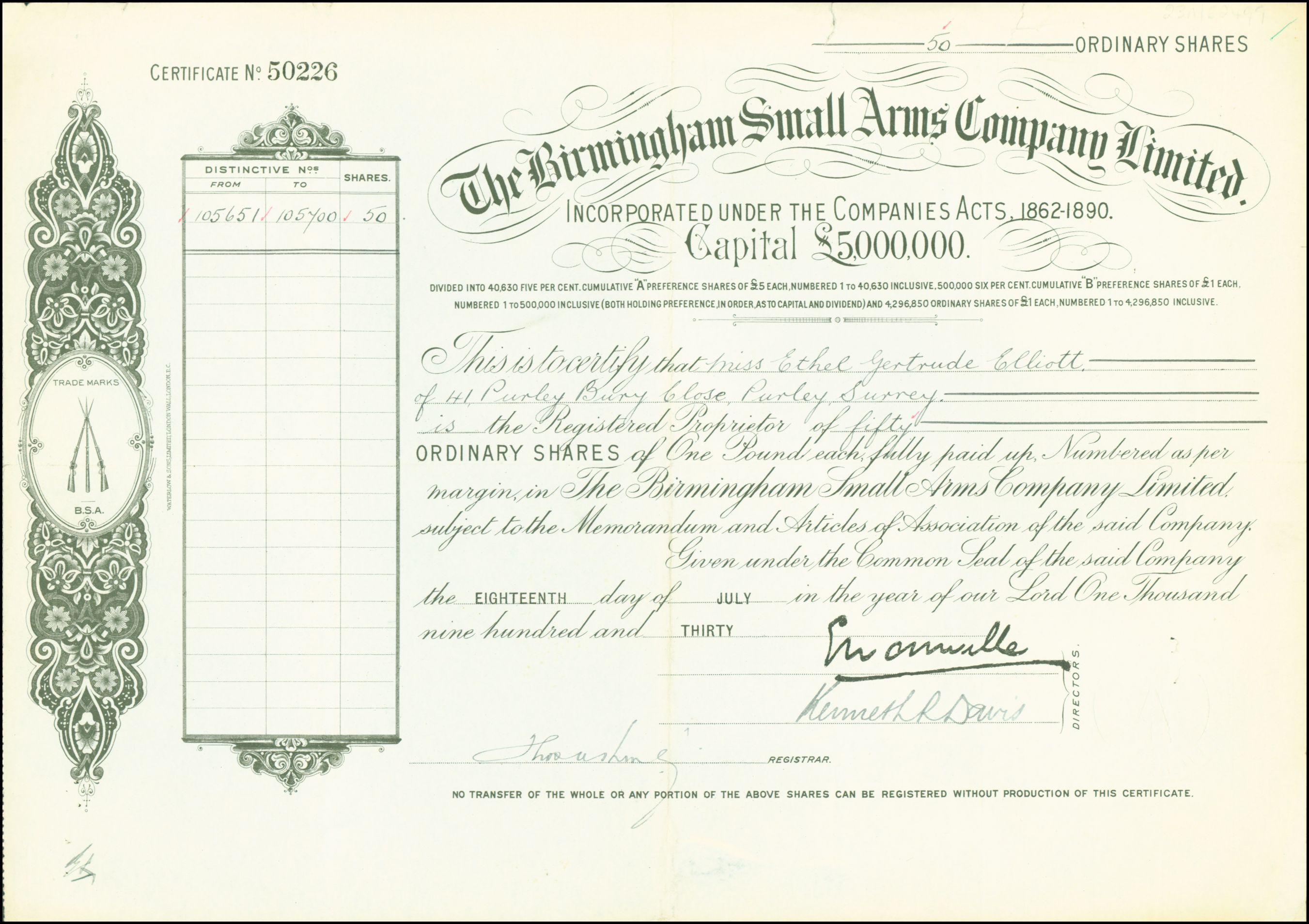
Acció de la Birmingham Small Arms Company Ltd del 18 de juliol de 1930

L'empresa fou fundada el 1861 al Gun Quarter de Birmingham per catorze fabricants de fusells de la Birmingham Small Arms Trade Association, els quals havien guanyat conjuntament un contracte governamental per a fabricar armes amb motiu de la recent guerra de Crimea (1853-1856). El taller inicial, de planta quadrada semblant a una fortalesa, es va aixecar en una extensió de 10 ha propera a la Great Western Railway, a la zona de Small Heath. Al llarg de la seva llarga activitat en el sector de l'armament, BSA fabricà com a empresa subcontractada, entre d'altres, el fusell Gewehr 71 (Mauser) i el fusell metrallador Lewis Mark I.
El 26 d'agost de 1940, la Luftwaffe va llançar una pluja de bombes incendiàries a la fàbrica BSA, la qual tenia el principal estoc de pólvora d'Anglaterra, cosa que va provocar la destrucció de l'única fàbrica d'armes operativa al país i la pèrdua de 750 màquines eina, sense causar, però, víctimes. Dos nous atacs aeris es van produir els dies 19 i 22 de novembre; el del 19 va causar més pèrdues, tant humanes com materials: edificis del 1863 i el 1915, edificis veïns, 1.600 màquines eina, 53 treballadors morts, 89 de ferits i l'aturada de la producció de fusells durant tres mesos. BSA i el govern britànic van decidir llavors d'escampar les fàbriques pel país, en una vintena de ciutats diferents. La producció es reprengué dos anys després dels bombardejos.
Durant el conflicte, BSA va produir 1.250.000 fusells Lee-Enfield 0.30, 404.383 subfusells Sten, 468.098 metralladores Browning, més de 100.000 recanvis, 42.532 canons Hispano, 32.971 canons Oerlikon, 59.322 metralladores Besa de 7,9 mm i 3.218 de 15 mm, 68.882 armes antitancs, 126.334 motocicletes, 128.000 bicicletes militars (entre elles, més de 60.000 de plegables per a paracaigudistes) i 750.000 espoletes per a projectils antiaeris.
Acabada la Segona Guerra Mundial, la demanda de motocicletes va augmentar i la fàbrica BSA de Birmingham es va dedicar exclusivament a aquesta producció. BSA va adquirir l'empresa New Hudson motorcycle and bicycle el 1950 i Triumph Motorcycles el 1951, cosa que convertí BSA en el major fabricant de motocicletes del món en aquella època.
Però les males inversions en la indústria de la motocicleta portaren l'empresa a la caiguda. El 1973, el govern britànic va llançar una licitació i BSA va ser venuda a Manganese Bronze Holdings i després a Norton-Villiers. Des del 1987, la companyia original, The Birmingham Small Arms Company Limited, és una filial de Manganese Bronze, però ha perdut el seu nom.

## Sectors de producció

### Armes de foc i municions

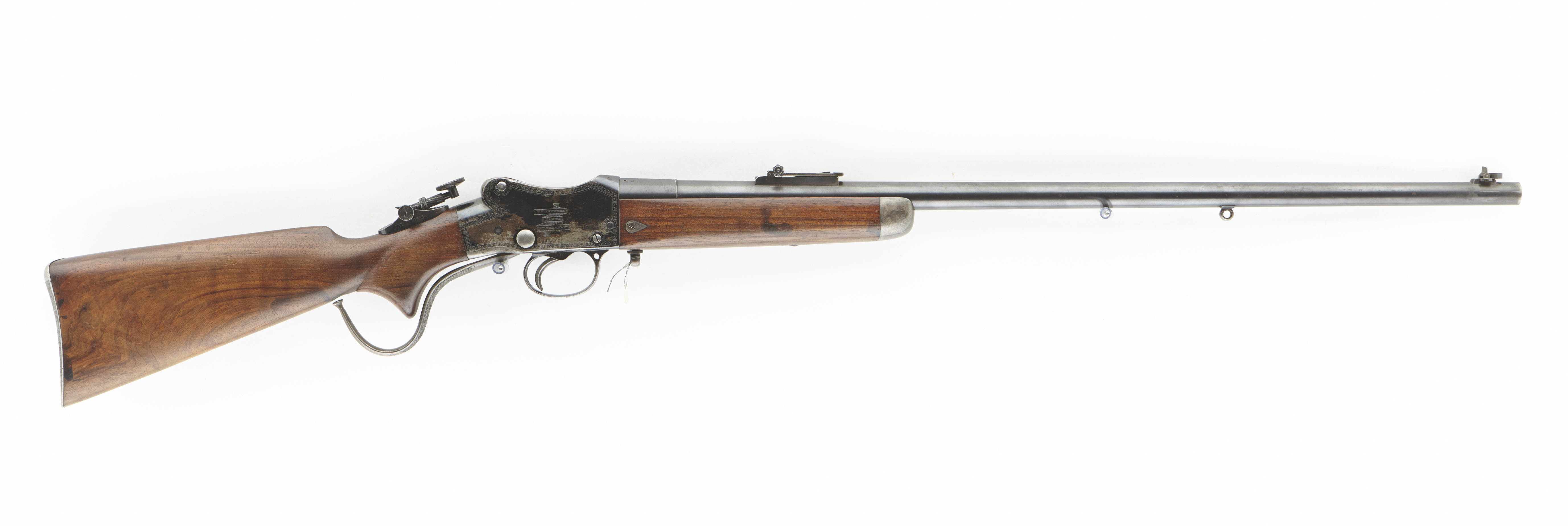
Un fusell B.S.A. de la dècada del 1860

El 1863, la infanteria turca va fer una comanda de 20.000 fusells a BSA, cosa que va contribuir a la reputació de l'empresa. A causa, però, de la precarietat del mercat d'armes, la fàbrica va tancar el 1879. Nogensmenys, el 1889, a petició de l'exèrcit britànic, la companyia va reprendre l'activitat tot produint el Lee-Metford (el primer fusell de repetició) per tal d'equipar-lo amb noves armes. La demanda era de 1.200 fusells per setmana.
El 1897, BSA va vendre la seva secció de municions a la Birmingham Metal and municions Company Limited, propietat de Dynamit Nobel. Durant la Primera Guerra Mundial, BSA va participar en l'esforç bèl·lic tot reprenent la producció d'armes i municions. A la dècada del 1930, el consell d'administració va fer emmagatzemar l'estoc de productes no venuts de la Gran Guerra per si l'empresa hagués de renovar el seu deure patriòtic.
En esclatar la Segona Guerra Mundial, BSA Guns Ltd va ser l'única fàbrica del Regne Unit a produir fusells, mentre que les fàbriques de la Royal Ordnance no van començar la producció fins al 1941. El març de 1939, BSA Guns va començar a produir la metralladora Browning 0.303 per a l'exèrcit de l'aire a una velocitat de 600 unitats per setmana, i va arribar al màxim, amb 16.390 unitats, el març de 1942.
El 1961, any del centenari de la marca, BSA va deixar de produir armes militars però va continuar fabricant-ne d'esportives. El 1986 es va liquidar BSA Guns, però se'n van adquirir els actius i una nova empresa, BSA Guns (UK) Ltd, va continuar fabricant armes d'aire comprimit. Els drets de BSA varen ser comprats més tard per Gamo.

### Bicicletes

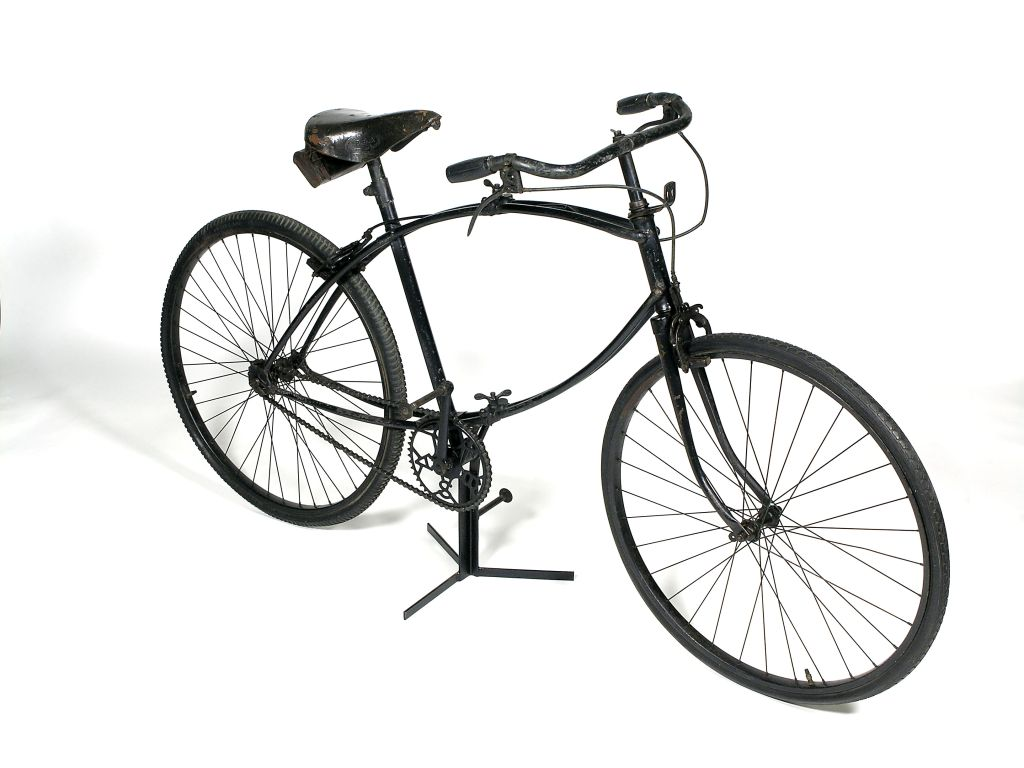
Bicicleta BSA plegable per a paracaigudistes (II Guerra Mundial)

El 1880, BSA va emprendre la fabricació de bicicletes. La fàbrica d'armes va demostrar adaptar-se prou bé a la fabricació de peces de bicicleta a l'hora de mecanitzar-ne d'estàndards a baix cost. BSA fabricà el velocípede Otto Dicycle. Una mica més tard, l'empresa començà a fabricar bicicletes per compte propi per tal de substituir aquest producte, no gaire estable.
La producció de bicicletes va cessar el 1887, però es va reprendre el 1906. El 1907, BSA va comprar The Eadie Manufacturing Company i va començar la producció de l'Eadie, una bicicleta de dos pinyons (dues marxes) amb fre de contrapedal. Tot seguit, va produir, sota llicència, el Sturmey Archer Type X, un sistema de 3 marxes inclòs a la boixa de la roda posterior. A banda, entre el 1893 i el 1936, la fàbrica va produir boixes de bicicleta i altres peces de recanvi.
El 1919 es va fundar BSA Cycles Ltd per a fabricar bicicletes i motocicletes. El 1949, BSA va llançar el seu primer catàleg de bicicletes Sunbeam i va produir el seu propi desviador 4 Stars amb una boixa de 4 pinyons. El 1952, l'empresa va crear el seu propi equip professional de ciclisme, encapçalat per Bob Maitland, un dissenyador de l'oficina de desenvolupament de BSA.
El 1953 es va produir la separació de la producció de bicicletes i motocicletes, alhora que començaven a cessar les activitats de la marca en el primer dels dos camps. BSA va deixar definitivament el sector de la bicicleta el 1955, quan va abandonar la producció de boixes amb pinyons integrats. Finalment, el 1957 es va vendre la filial de bicicletes a Raleigh, la qual en va continuar la producció als tallers de BSA fins als anys seixanta.

### Motocicletes
El 1905 es va construir la primera motocicleta experimental. El 1910 se’n va establir una unitat de producció i el 1911 es va presentar a Londres la BSA 3½. Entre el 1911 i el 1913 se'n van vendre totes les unitats fabricades.
El 1919, BSA va llançar la seva primera motocicleta amb un motor en V de 50° de 770 cc (6-7 CV), la Model E.
Al començament de la Segona Guerra Mundial, els requeriments governamentals triaren les 690 unitats de BSA M20 (500 cc amb vàlvules laterals) que l'empresa tenia en estoc per a equipar les forces armades britàniques i, de passada, en demanaren 8.000 més. Sud-àfrica, Irlanda, l'Índia, Suècia i els Països Baixos també optaren per aquesta moto.
El 1953, BSA va celebrar la fabricació de la BSA Bantam número 100.000. Aquesta petita moto, molt estesa especialment entre els carters britànics i disponible en cilindrades de 125, 175 i 250 cc, era de fet un "botí de guerra", l'adaptació als hàbits i als estàndards anglesos de l'excel·lent monocilíndrica de dos temps alemanya DKW RT 125. Les patents d'aquesta moto s'havien fet públiques com una de les reparacions de guerra imposades a Alemanya pels vencedors i, de fet, la fabricació en continuava darrere el teló d'acer amb la marca MZ de la RDA. Aquesta moto és atípica dins la gamma de disseny BSA de quatre temps pròpia. N'és característic l'aspecte general i el muntatge a l'esquerra, sobre eixos concèntrics, del pedal d'engegada i el selector de velocitats. Als Estats Units, Harley-Davidson també va produir la seva pròpia versió de la DKW-MZ 125 RT, anomenada Hummer, fins al 1966 i a Catalunya, la DKW fou la base del primer model d'OSSA, l'OSSA 125.
Durant les dècades del 1950 i 1960, BSA tenia com a gamma alta les bicilíndriques A7 i A10, amb configuració "a l'anglesa" de 360°. Es tractava de models molt inspirats pels equivalents de Triumph, empresa que gràcies al talent de l'enginyer Edward Turner va llançar el 1936 la Speed Twin, un model que fou copiat i revisitat àmpliament per la competència (BSA, però també Norton, Matchless/AJS i Royal Enfield entre d'altres). La caixa de canvis, produïda pel subcontractista Burman, era independent del motor. Posteriorment, els models evolucionaren cap a una construcció més moderna amb caixa de canvis integrada, com ara per exemple en la BSA A65 Star i en la seva versió més eficient, la BSA Spitfire. Al costat d'aquestes bicilíndriques, hi havia una gamma de monocilíndriques més utilitàries disponibles en 350 i 500 cc, com ara la pacífica B31, que feien servir els ciutadans que no es podien permetre un automòbil. Les monocilíndriques de 250 cc també en formaven part, entre elles la utilitària Starfire.
El cim de la gamma monocilíndrica era la DBD34, una 500 cc lleugera i millorada destinada principalment a les curses de club i nacionals. Aquest model és més conegut pel nom de BSA Gold Star, un nom que de fet designava tots els models d'alt rendiment de la marca. Una mica menys eficient amb el seu motor de balancí que les monocilíndriques de competició pura, com ara l'AJS 7R o la Norton Manx (equipada amb arbre de lleves aeri), era més assequible i fàcil d'ajustar per al pilot privat i, tot i així, podia encapçalar les curses als circuits de club, instal·lats sovint als antics aeròdroms en desús de la RAF. A més, gràcies a la Gold Star, BSA protagonitzà una llarga època de domini en les competicions de motociclisme fora d'asfalt, amb nombroses victòries a les proves de trial més importants del moment (Sis Dies d'Escòcia, Scott Trial, British Experts, etc.) i a les de motocròs, on John Draper i Jeff Smith guanyaren un Campionat d'Europa i dos mundials de 500cc.
Posteriorment, va aparèixer un model de 500 cc amb caixa de canvis integrada, la Victor, la qual, malgrat que els puristes no la consideren una veritable Gold Star, assolí també un gran èxit en motocròs i fins i tot en circuits de velocitat.

Motocicletes BSA (dels anys 30 als 60)
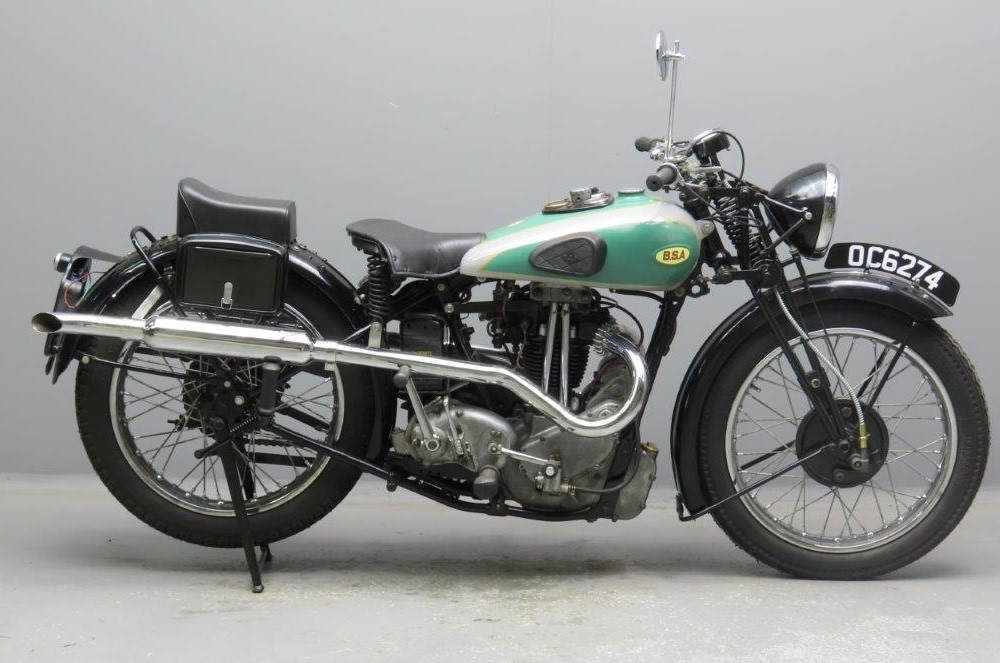
BSA Blue Star (1934)
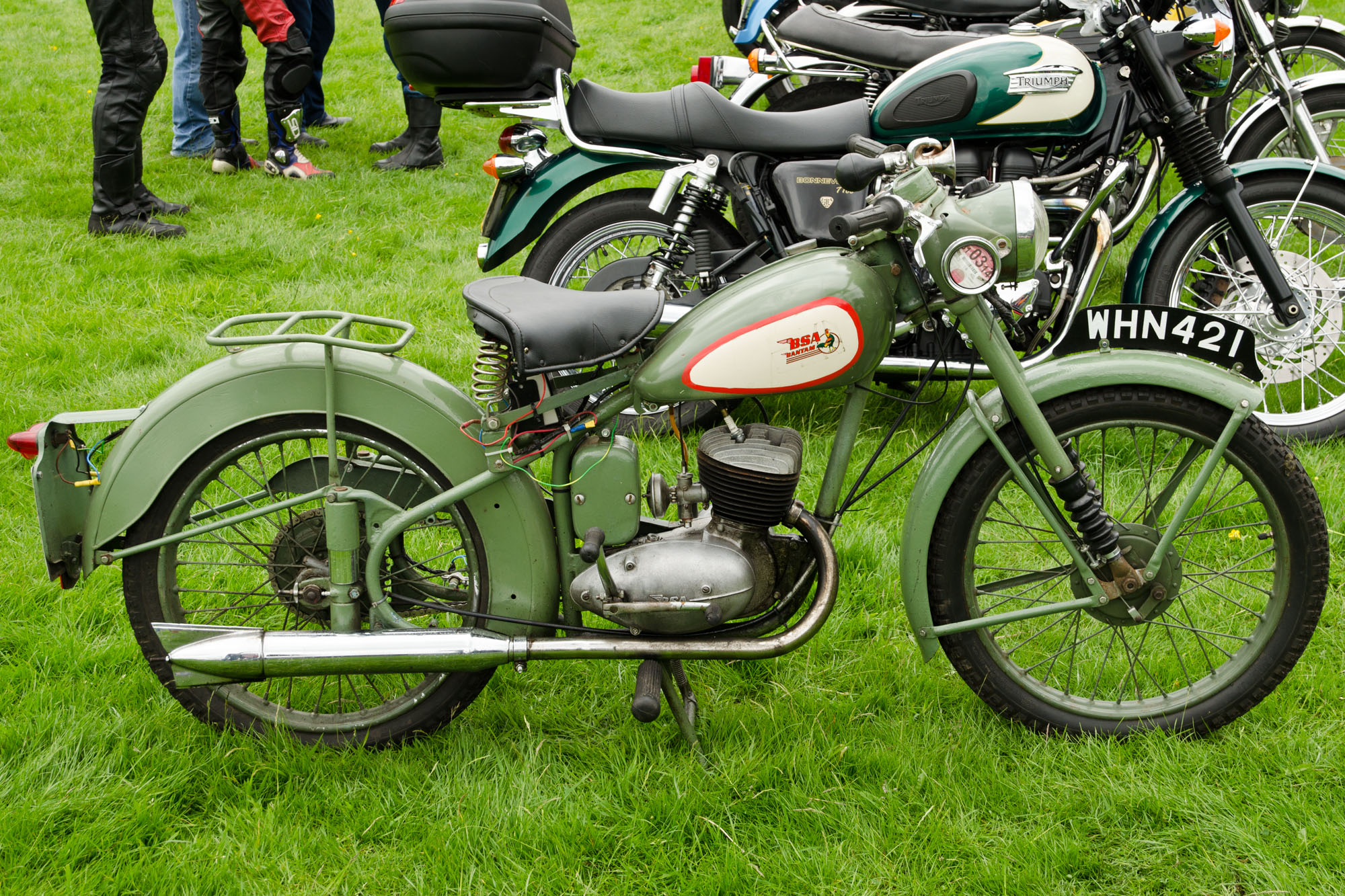
BSA Bantam D1 (1955)
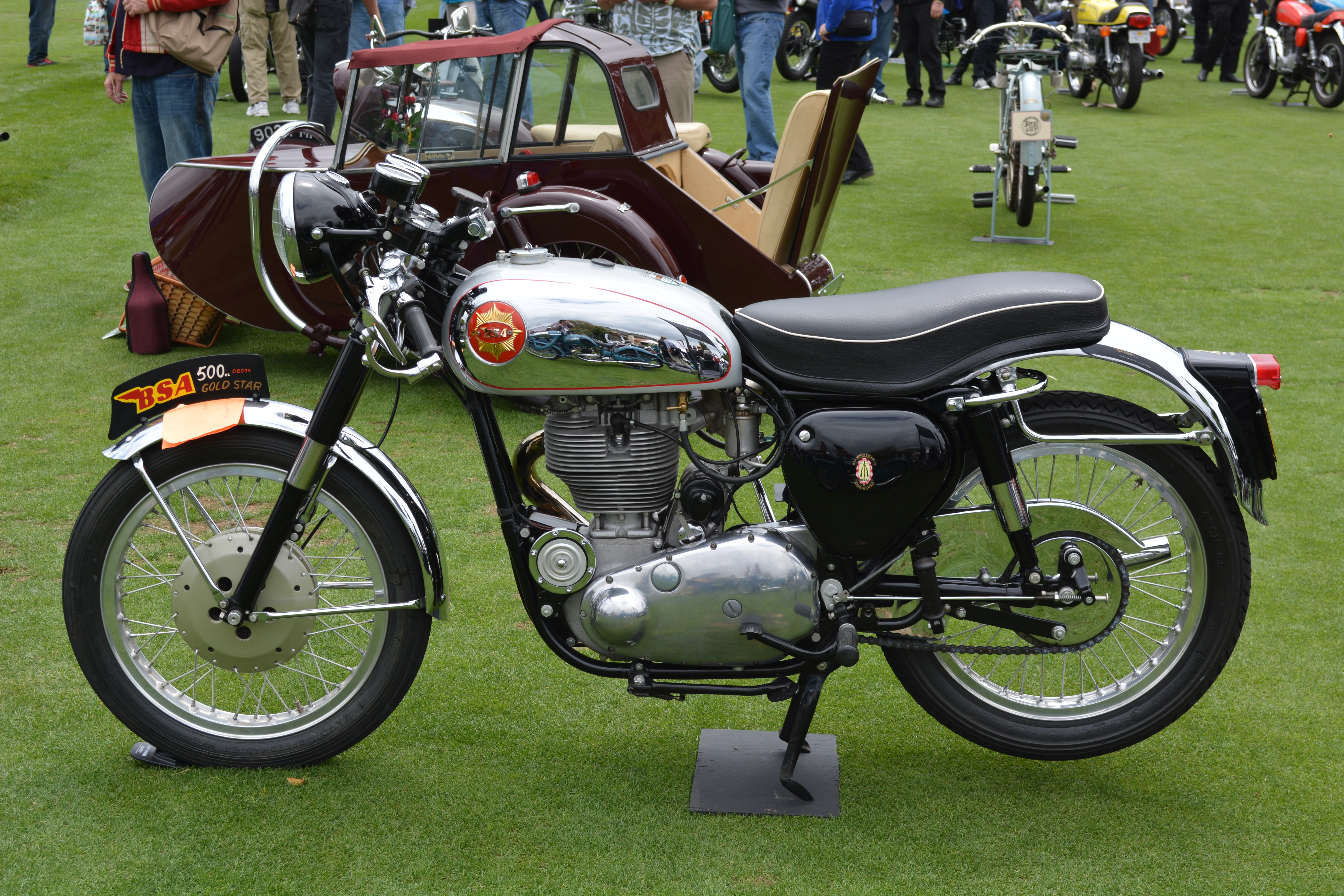
BSA B34 Gold Star (1956)
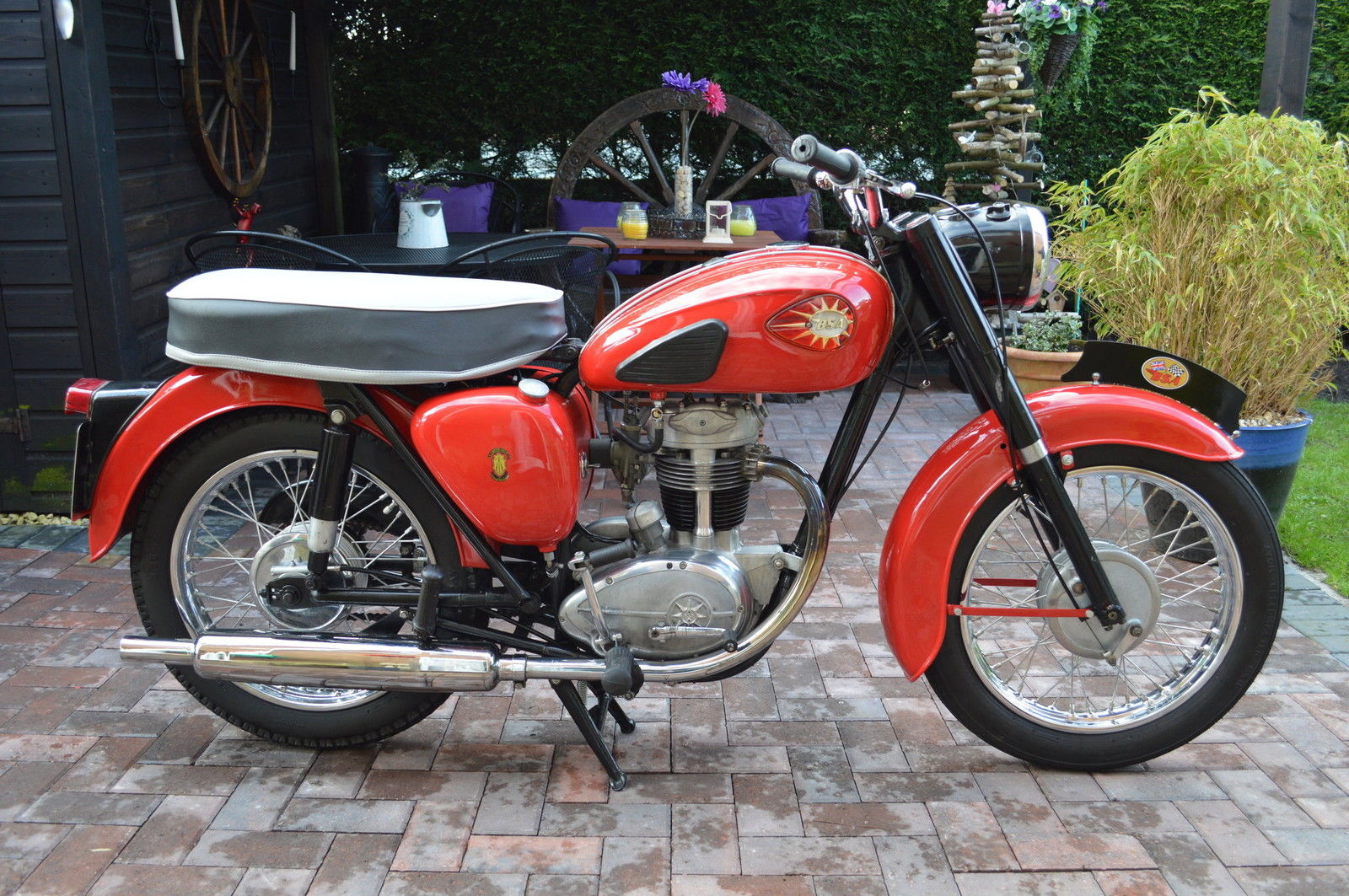
BSA C15 Star (1959)
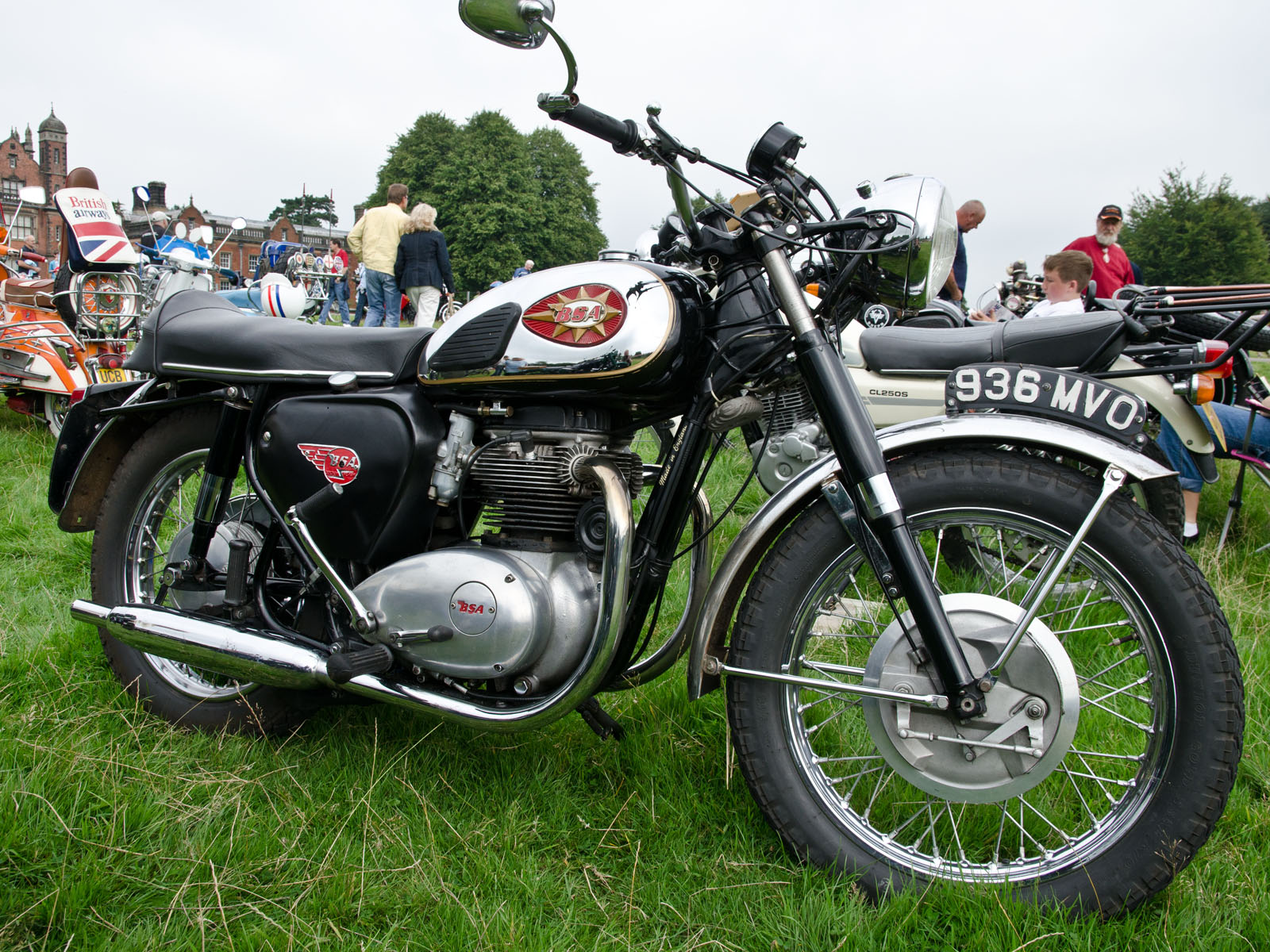
BSA A65 Lightning (1962)

#### Fallida
A mitjan anys seixanta el mercat de les motocicletes a Gran Bretanya va ser atacat per diversos fronts: d'una banda, Vespa i Lambretta van popularitzar l'escúter, el qual es va convertir en un fenomen social amb l'aparició dels mods (immortalitzats a la pel·lícula Quadrophenia, amb Pete Townshend i Sting); al mateix temps, els operaris i assalariats que volien un mitjà de transport diari recorrien a vehicles de tres rodes com ara el Robin Reliant o de quatre com el Morris Minor o el Mini, més protegits del mal temps britànic. Finalment, al capdamunt de la gamma motociclista, els fabricants japonesos Honda, Suzuki, Kawasaki i Yamaha, després de grans inversions en màquines eina modernes i en serveis d'investigació i recerca eficients, començaren a produir motocicletes fiables, netes i ràpides, les quals dominaren les competicions. En comparació, la indústria britànica continuava congelada (màquines eina i mètodes de producció obsolets, estàndards de cargolat no mètrics).
Començà llavors una sèrie de doloroses fusions i concentracions dins la indústria britànica de la motocicleta, per bé que les empreses fusionades seguien geloses de la seva cultura corporativa i estaven poc capitalitzades. La fusió BSA/Triumph tingué com a resultat que diversos models comuns (tot i que amb certes diferències) no assolissin gaire èxit, com ara l'escúter 250 cc Triumph Tigress/BSA Sunbeam o la potent però molt característica BSA Rocket 3/Triumph Trident, per a la qual la maquinària de producció existent no permetia un bloc de motor modern amb línies de juntes horitzontals, d'estil japonès. El cant del cigne del grup fou l'intent de llançament d'una 350 cc moderna (la BSA Fury/Triumph Bandit), darrer disseny d'Edward Turner que fou millorat per Bert Hopwood després de les desastroses proves inicials. Fou també el cant del cigne de BSA, ja que el projecte es va aturar a la fase de preproducció per manca de finançament.
Malgrat que el grup NVT (Norton Villiers Triumph) comprà els drets de BSA, el mal estat financer d'aquell grup va fer que la històrica marca de Birmingham anés desapareixent gradualment. Des del 2016, els drets comercials de la marca BSA són propietat del grup indi Mahindra.

#### Seqüeles
La històrica marca Triumph, propietat de BSA des del 1951, s'extingí juntament amb aquesta quan els problemes financers acabaren amb la casa mare el 1972. Més tard, el nom de Triumph renasqué en diverses formes, començant a la dècada del 1980 per mitjà del distribuïdor anglès L.F. Harris, autoritzat per John Bloor -propietari de la marca- a produir el model Bonneville amb el romanent d'estocs de peces. Després, a partir del 1990, el mateix John Bloor va rellançar la marca.
Norton havia sorgit d'Associated Motor Cycles, AMC (fundada pels germans Collier, era l'empresa matriu de les marques Matchless, AJS, Francis-Barnett i Sunbeam). El grup NVT (Norton Villiers Triumph) fou creat pel govern britànic el 1972 amb la intenció de mantenir la producció de motocicletes angleses després que Norton-Villiers, fundada el 1966, fes fallida el 1973. Els darrers quatre models produïts per la marca varen ser la Gold Star 500, la 650 Thunderbolt, la 650 Lightning i la 750 Rocket Three. Andover Norton va néixer de la voluntat de Mike Jackson de fundar BSA Group, amb la qual finalitat va comprar l'estoc de peces de Norton i MZ. El 1994, Andover Norton va ser reprès per un grup de nova creació: BSA Regal Group, el qual va llançar el 1997 el seu primer model, la Gold SR de 400 cc, seguit d'una versió 500 d'aquesta moto el 1999. El 2003 no es van assolir els objectius i la 1000 Tempest es va mantenir en la fase de prototip. L'associació amb MZ es va acabar el 2007. El mateix any, Joe Seifert, nou propietari de Norton Motors Ltd, va comprar l'estoc de peces de la cèlebre Norton Commando.
Triumph va sobreviure quatre anys més que BSA i Norton gràcies al grup NVT. Després de la dissolució d'aquest grup el 1978, es va constituir una altra empresa, BSA Company, que en va tornar a comprar els drets. Aquesta nova empresa fabrica models sota la marca BSA basats en motors Rotax per a l'exèrcit i altres en Yamaha per a països emergents. Des del 2016, BSA Company és propietat del grup Mahindra.
El 2009, la marca de bicicletes índia Tube Investments, propietària de la marca de bicicletes BSA, va ser acusada de vulnerar els drets per enganxar el logotip de BSA als seus escúters elèctrics. A data de 2010, el cas encara era al Tribunal Suprem de l'Índia.

### Automòbils
El 1907, la filial BSA Cars va produir el seu primer prototip d'automòbil sota la marca BSA Cycles Ltd. El 1909, una comissió d'investigació va elaborar un informe que concloïa que el nou departament d'automòbils havia fracassat a causa de la seva gestió i la seva mala organització de producció. Encara en van vendre, però, 150 exemplars. El 1912, BSA va ser un dels dos fabricants d'automòbils pioners en l'ús de l'acer, juntament amb l'empresa americana Hupp Motor Company (1909-1940). La producció d'automòbils sota la marca BSA va cessar durant la dècada del 1930.
Fundada a Londres el 1896 per Harry John Lawson, Daimler Motor Company fabricava els seus cotxes sota la marca alemanya a Coventry després d'haver-ne comprat els drets per al Regne Unit, simultàniament, a Gottlieb Daimler i a la seva empresa, Daimler Motoren Gesellschaft. Al seu moment, Daimler arribà a ser el major fabricant d'automòbils britànic, juntament amb la Rover Company. El 2 de setembre de 1910, l'empresa fou adquirida per BSA, la qual la mantingué fins al 1960. Inicialment, l'operació no va ser pas un gran èxit: el 1913, Daimler només va produir 1.000 vehicles. Una de les clàusules financeres de la venda fou que Daimler pagaria a BSA un dividend anual de 100.000 lliures esterlines, cosa que representava al voltant del 40% del flux de caixa de Daimler. Aquesta càrrega financera privà l'empresa de l'efectiu necessari per a finançar el desenvolupament i l'obligà a demanar emprèstits al Midland Bank. El 1930, BSA va adquirir el fabricant d'automòbils Lanchester i la seva producció es va traslladar als tallers Daimler de Coventry. El primer model en fou el Daimler Light Twenty, o 16/20, anomenat Lanchester Eighteen 15/18.

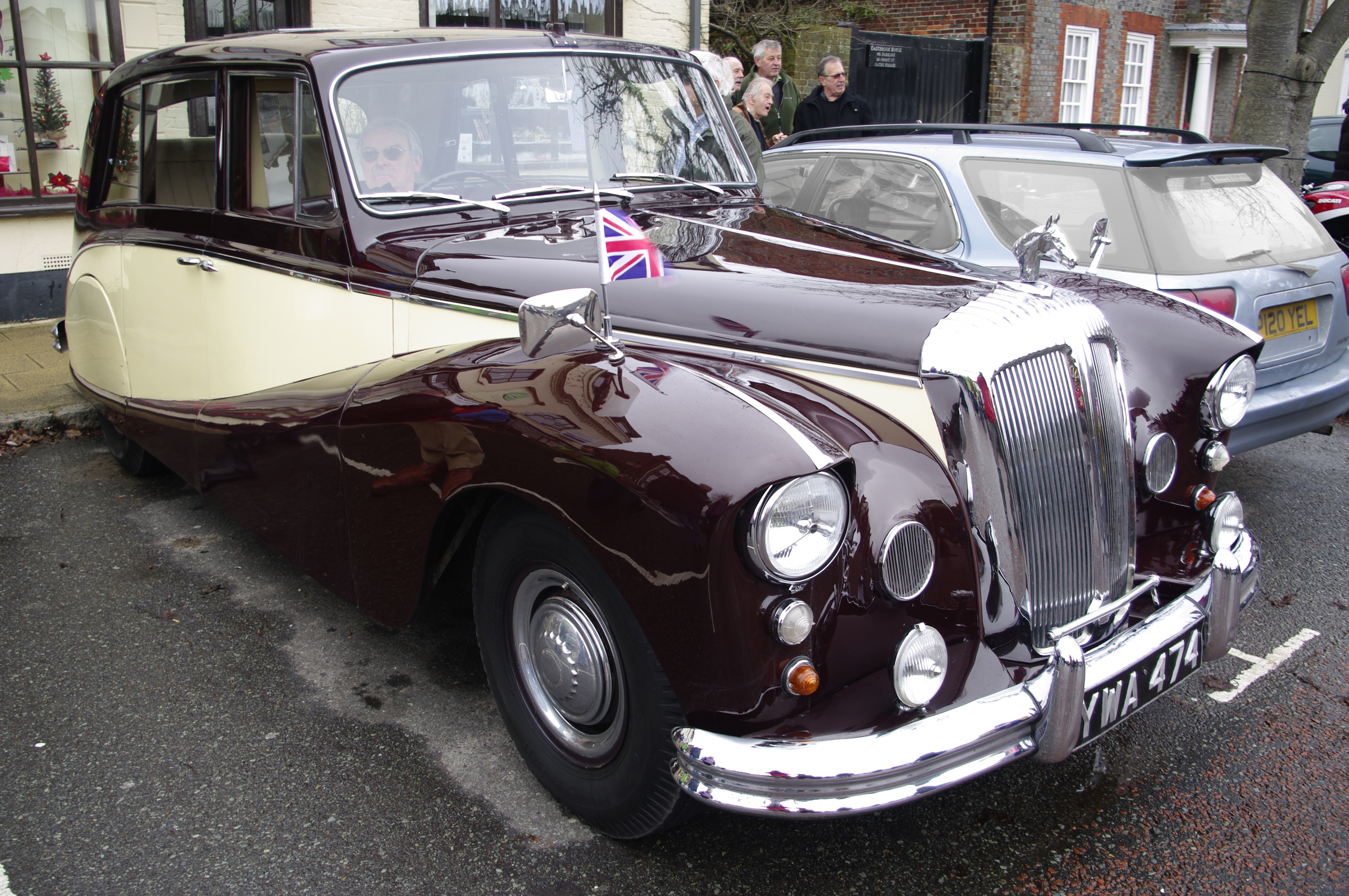
Limusina Daimler DK400 de 1957

Durant els anys quaranta i cinquanta, Daimler va ser administrada, com tot el grup BSA, per Sir Bernard Docker, a la vegada membre del consell d'administració del Midland Bank. En aquella època, Daimler produïa cotxes de luxe amb la cobejada distinció By Appointment of her Majesty the Queen ("Per designació de la seva Majestat la Reina"), ja que n'era proveïdor oficial. Malgrat tot, en l'austeritat de l'època, els cotxes de luxe es venien poc -el luxe ostentós era mal vist.
El 1949, Sir Bernard es va casar amb Norah Turner, una antiga ballarina de cabaret provinent d'un ambient modest però enriquida, en gran manera, en haver enviudat dos cops de marits milionaris. Dona de personalitat controvertida, apareixia regularment en primera pàgina a la premsa pels seus escàndols, que li van valdre el sobrenom de Naughty Norah ("Norah l'entremaliada"). Els seus gustos pel luxe i l'ostentació portaren l'empresa a la ruïna. Sir Bernard li havia confiat la gestió d'una filial de Daimler especialitzada en vehicles d'alt luxe -la tradicional carrosseria Hooper-, i Norah va decidir rejovenir-ne la imatge tot fent-ne fabricar Show cars (cotxes d'exposició) totalment extravagants amb noms evocadors: «Daimler daurat», «Pols d'estel», «Trèvol blau», «Llamp d'argent», «Zebra d'or». L'aspecte exterior no era exactament futurista, però la decoració era d'un luxe delirant (tapisseria de pells exòtiques, arranjaments de fusta preciosa, daurats, gerros de cristall, necesser de perfums, etc.). Norah Docker acaparava l'ús d'aquests cotxes, pagats per l'empresa, i fins i tot carregava en compte a Daimler la roba d'una gran dissenyadora parisenca esquitxada de pedres precioses que componien la frase «Miss Daimler», amb la qual jugava, a l'edat de 45 anys, el paper de presentadora a l'estand de Daimler al Saló de l'Automòbil de París. Aquests abusos d'actius corporatius la feien aparèixer sovint, al costat del seu marit, als titulars de la premsa sensacionalista.
Finalment, com que la jove reina Elisabet II no aprovava aquesta reputació i temia la impopularitat associada a aquests gustos de nou ric, optà per atorgar el mecenatge oficial del Palau de Buckingham a l'etern rival de Daimler, Rolls-Royce. Bernard Docker fou rellevat amb gran ressò de la direcció de l'empresa el 1956 i, d'ençà d'aleshores, la firma Daimler -també el matrimoni Docker-, va entrar en una espiral de retrocessos i decadència. Daimler fou comprada per Jaguar el 1960, però els seus cotxes ja no van tornar mai a recuperar el favor l'aristocràcia anglesa. La marca Daimler gairebé deixà de ser emprada per Jaguar, ni tan sols amb motiu del centenari de la firma.

Automòbils del grup BSA
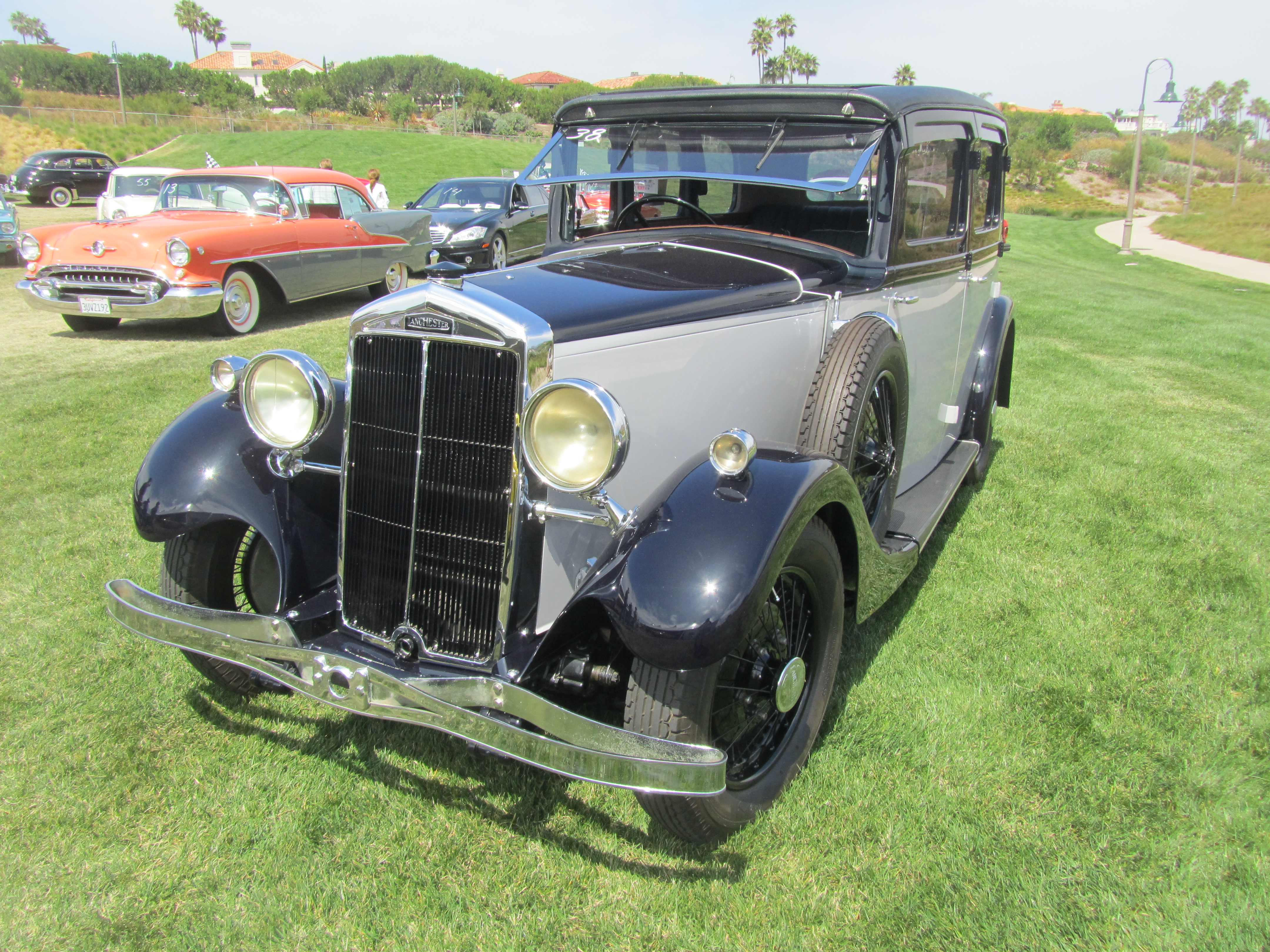
Lanchester 15/18 (octubre de 1931)
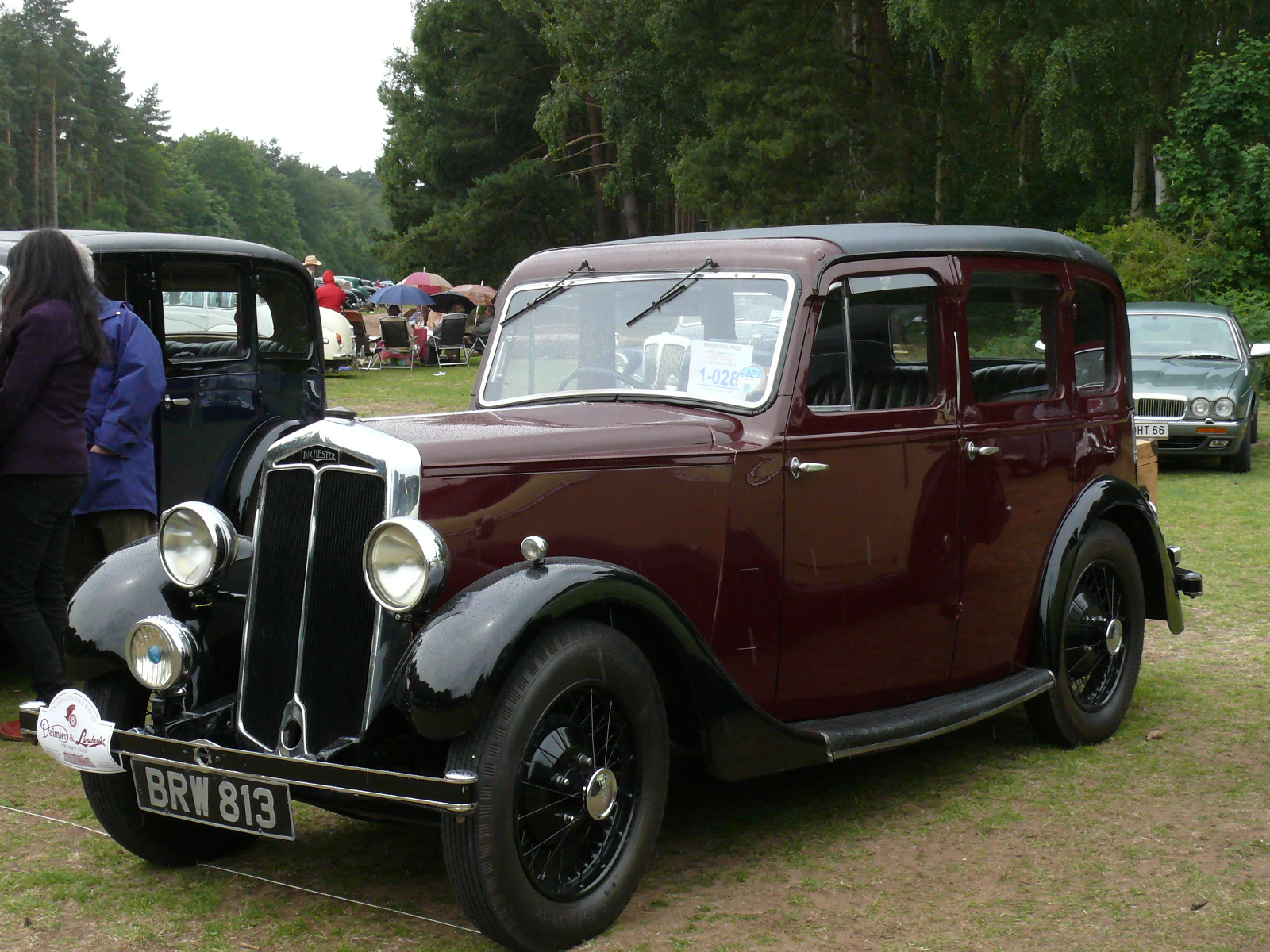
Lanchester Ten (setembre de 1932)
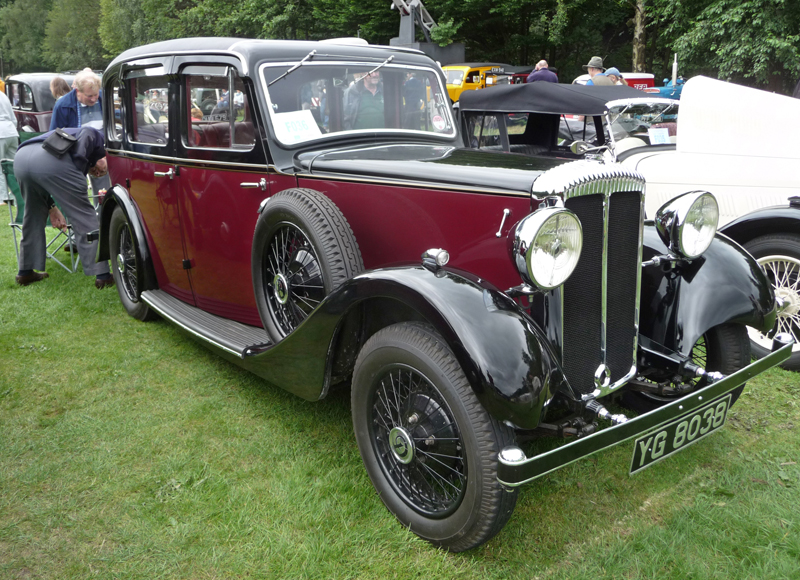
Daimler Fifteen (setembre de 1932)
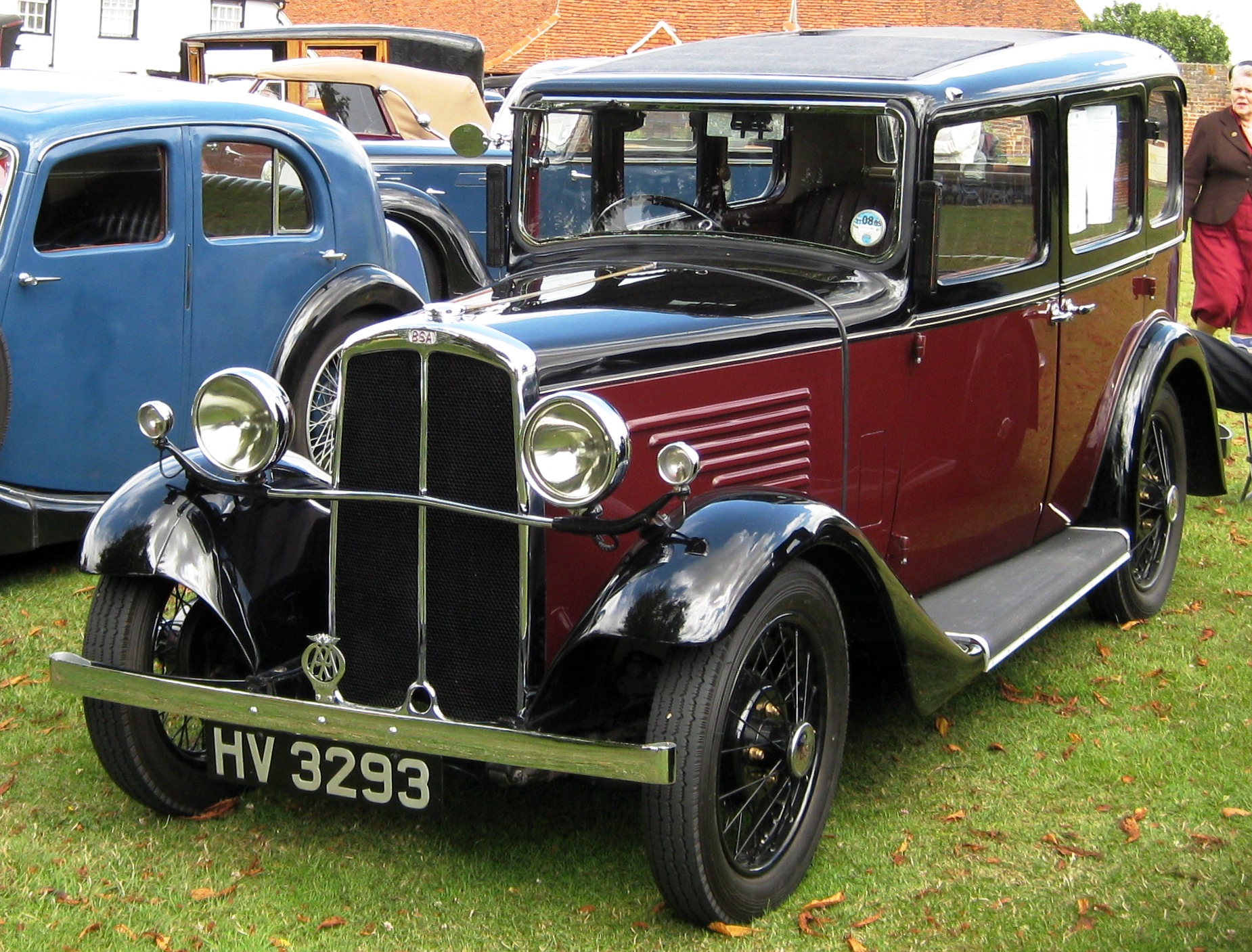
BSA Ten (octubre de 1932)

### Aviació
El febrer de 1920, BSA es va fusionar amb Airco, el fabricant d'avions més important del moment (aleshores en produïa un cada 45 minuts i durant la Primera Guerra Mundial, havia construït nombrosos motors d'avions i d'aeronaus i 80 bombarders Airco-de Havilland). BSA prengué també el control d'Aircraft Transport and Travel (Air Express), que havia fet fallida, i d'aquestes dues fusions en va sorgir la filial de BSA Daimler Airway, creada aquell mateix 1920.
L'abril de 1922, Daimler Airway va ser la primera empresa a fer servir el biplà monomotor De Havilland DH.34. El març de 1924, la filial es va convertir en l'accionista principal d'Imperial Airways (una fusió de Handley Page Transport, Instone Air Line i British Marine Air Navigation).
Durant els anys setanta, Imperial Airways es va fusionar amb British Airways Ltd (la qual s'havia fusionat amb British Overseas Airways Corporation) i després amb la British European Airways per a donar a llum British Airways, la companyia aèria estatal del Regne Unit.

Avions del grup BSA
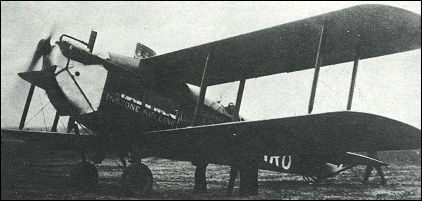
Instone de Havilland DH.18
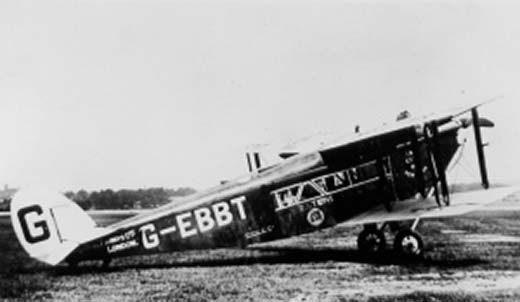
De Havilland DH.34